# Leopold König
Leopold König (* 15. listopadu 1987, Moravská Třebová) je bývalý český silniční profesionální cyklista. Jeho největšími úspěchy jsou vítězství v 8. etapě závodu Vuelta a España 2013, kde skončil celkově devátý a vítězství v královské etapě závodu Tour of California také v roce 2013. V roce 2014 se zúčastnil Tour de France jako lídr stáje NetApp-Endura a obsadil 7. místo v celkové klasifikaci. Po tomto úspěchu přestoupil do týmu Sky, kde plnil roli lídra pro závody Grand tour a také roli "superdomestika".
V roce 2016 se stal mistrem České republiky v časovce a byl nominován na olympiádu.
Před sezonou 2017 přestoupil zpět do jeho bývalého týmu, Bora-Hansgrohe. Kvůli zdravotním problémům však absolvoval pouze 29 závodních dní. Jeho posledním závodním dnem v sedle byl 11. březen 2018, kdy jel 5. etapu italského Tirrena–Adriatica. Do 6. etapy nenastoupil a tento etapový závod nedokončil. Kariéru oficiálně neukončil, pouze přerušil.
Od roku 2020 je ředitelem Czech Tour a Grand Prix Priessnitz spa (dříve Závod míru U23). Je také jedním ze stálých expertů České televize na silniční cyklistiku.

## Úspěchy[6]

### 2005
- 7. celkově na Giro della Lunigiana

### 2007
- 9. celkově na Okolo Slovenska

### 2009
- 6. celkově na Grand Prix Kooperativa
- 9. celkově na Grand Prix Boka

### 2010
- Celkový vítěz Okolo Horního Rakouska
  - vítěz 1. etapy
- Celkový vítěz Czech Tour
  - vítěz 2. etapy
- Vítěz 3. etapy Tour of Bulgaria
- 3. v časovce na Mistrovství České republiky
- 3. na Praha – Karlovy Vary – Praha
- 5. celkově na Szlakiem Grodów Piastowskich

### 2011
- 2. na Mistrovství České republiky v silničním závodu
- 2. celkově na Kolem Rakouska
  -  Nejlepší mladý jezdec
- 3. celkově na Tour de l'Ain
- 9. celkově na Tour of Britain

### 2012
- Vítěz týmové časovky na Settimana Internazionale di Coppi e Bartali
- 3. celkově na Tour of Utah
- 6. na Grand Prix of Aargau Canton
- 10. celkově na Tour of Britain
  - vítěz 6. etapy

### 2013
- Celkový vítěz Czech Tour
  - vítěz 3. etapy
- Vítěz 7. etapy Tour of California
- 6. celkově na Settimana Internazionale di Coppi e Bartali
- 9. celkově na Vuelta a España
  - vítěz 8. etapy

### 2014
- 4. celkově na Bayern–Rundfahrt
- 7. celkově na Tour de France

### 2015
- Mistrovství České republiky
  - 2. v silničním závodu
  - 2. v časovce
- 3. celkově na Giro del Trentino
- 3. na Trofeo Serra de Tramuntana
- 5. na Trofeo Andratx-Mirador d'Es Colomer
- 6. celkově na Giro d'Italia
- 8. celkově na Abu Dhabi Tour
- 10. celkově na Czech Tour
  - vítěz 3. etapy

### 2016
- Mistr České republiky v časovce mužů
- Vítěz týmové časovky na Vuelta a España
- 9. na Trofeo Pollenca-Port de Andratx
- 10. celkově na Volta a la Comunitat Valenciana
- 11. v časovce mužů na Olympijských hrách

### Umístění v celkové klasifikaci na Grand Tours
| Grand Tour      | 2013 | 2014 | 2015 | 2016 |
| --------------- | ---- | ---- | ---- | ---- |
| Giro d'Italia   | —    | —    | 6    | —    |
| Tour de France  | —    | 7    | 70   | —    |
| Vuelta a España | 9    | —    | —    | 29   |

| —   | Neúčastnil se |
| DNF | Nedokončil    |